# Bohuslav Smejkal
Bohuslav Smejkal (11. května 1924 Holice u Olomouce – 30. července 2015) byl český knihovník, bibliofil, kulturní pracovník, autor vlastivědných a historických prací.

## Život
Po maturitě na Slovanském gymnáziu v Olomouci (1943) pracoval od r. 1945 jako knihovník Obchodní a živnostenské komory v Olomouci, od r. 1949 ve Státní vědecké knihovně v Olomouci, později jako zástupce ředitele. Redakčně se podílel na vydávání časopisu Zprávy Spolku českých bibliofilů v Praze, v 80. letech byl šéfredaktorem časopisu z knihovnické praxe. Roku 1998 obdržel Cenu města Olomouce.
V roce 2011 předal rozsáhlou sbírku děl z pozůstalosti svěřené mu rodinou akademického malíře Antonína Marka Machourka Muzeu Kroměřížska jako dar s podmínkou péče o malířův hrob na kroměřížském hřbitově.

## Dílo